# 萨沃·米洛舍维奇
萨沃·米洛舍维奇（塞爾維亞-克羅埃西亞語發音：[sǎːʋo milǒːʃeʋitɕ]，1973年9月2日—），塞尔维亚前足球运动员，场上位置是前鋒。他曾参加1998年和2006年国际足联世界杯，及2000年欧洲足球锦标赛。